# Хельдбург (замок)
Хельдбург (нем. Veste Heldburg) — дворцово-замковый комплекс на месте бывшей средневековой крепости. Роскошная резиденция в стиле ренессанс была построена здесь в XIV веке. Комплекс возвышается на высокой горе вулканического происхождения. Основание замка расположено на высоте 405 метров над уровнем моря и поднимается на высоте 113 метров над городом Хельдбург. Крепость находится в южной части района Хильдбургхаузен в земле Тюрингия, Германия. Из-за того, что крепость была хорошо видна на большом расстоянии, её с XIV века нередко называли «Маяк Франконии», как ответ на имя «Корона Франконии», данного крепости Кобург. Оба комплекса в хорошую погоду находятся в зоне видимости друг друга. Хельдбург — единственный замок Тюрингии, который является одной из достопримечательностей маршрута Дорога замков. В настоящее время здесь располагается Немецкий музей крепостей и замков.

## История

### Ранний период
Первые укрепления на горе появились в XII веке. Но этот период времени в истории Хельдбурга остаётся малоизученным.
В начале XIV века замок принадлежал графам Хеннеберг-Шлейзинген. Здесь они основали свою главную резиденцию после того, как прежний региональный центр в замке Штрауфхайн был разрушен и заброшен.
В 1374 году Хельдбург перешёл под контроль могущественного рода Веттинов.

### Эпоха Ренессанса

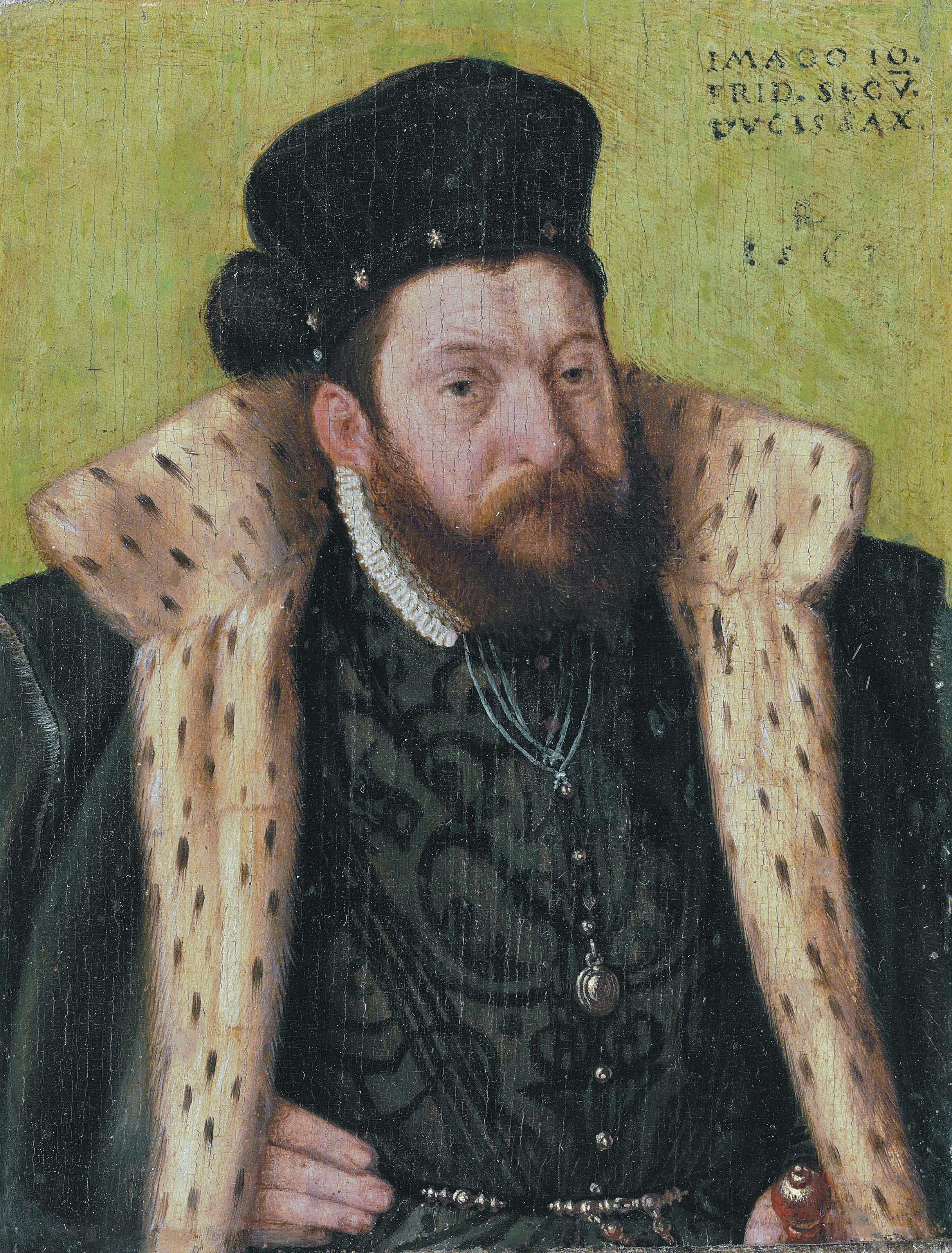
Герцог Иоганн Фридрих II Средний

В 1560 года придворный архитектор Николаус Громанн по приказу герцога Иоганна Фридриха II Среднего начал радикальную перестройку замка. Вместо прежних укреплений требовалось создать просторную герцогскую резиденцию в стиле ренессанс. Ранее Громанн стал известен как автор проектов Французского дворца (ныне здание Библиотеки Анны Амалии) в Веймаре и ратуши в Альтенбурге. Построенный дворец получил название Французский дом.
Герцог Иоганн Казимир Саксен-Кобургcкий на протяжении десятилетий использовал Хельдбург как вторую резиденцию и охотничий замок. По случаю свадьбы с Маргаритой Брауншвейг-Люнебургской в сентябре 1599 года здесь останавливались многочисленные гости герцога. В частности в Хельдбург прибыли маркграф Георг Фридрих I Бранденбург-Ансбахский, герцоги Эрнст II Брауншвейг-Люнебург, Вильгельм Кеттлер и Иоганн Эрнст Саксен-Эйзенахский. Причём каждый с многочисленной свитой.
Во время Тридцатилетней войны замок несколько раз подвергался осадам. В результате он оказался разграблен и разрушен.

### Новое время
Ремонтные работы начались только в конце XVII века. Комплекс с 1682 по 1684 год стал временной резиденцией эрнестинских герцогов, владевших герцогством Саксен-Гильдбурггаузен. В период с 1712 по 1720 год в замке проводились масштабные строительные работы. Были реконструированы жилые здания, но прежние фортификационные сооружения оказались лишь частично восстановлены. Тем не менее с 1717 по 1724 год здесь находился постоянный военный гарнизон.

### XIX век

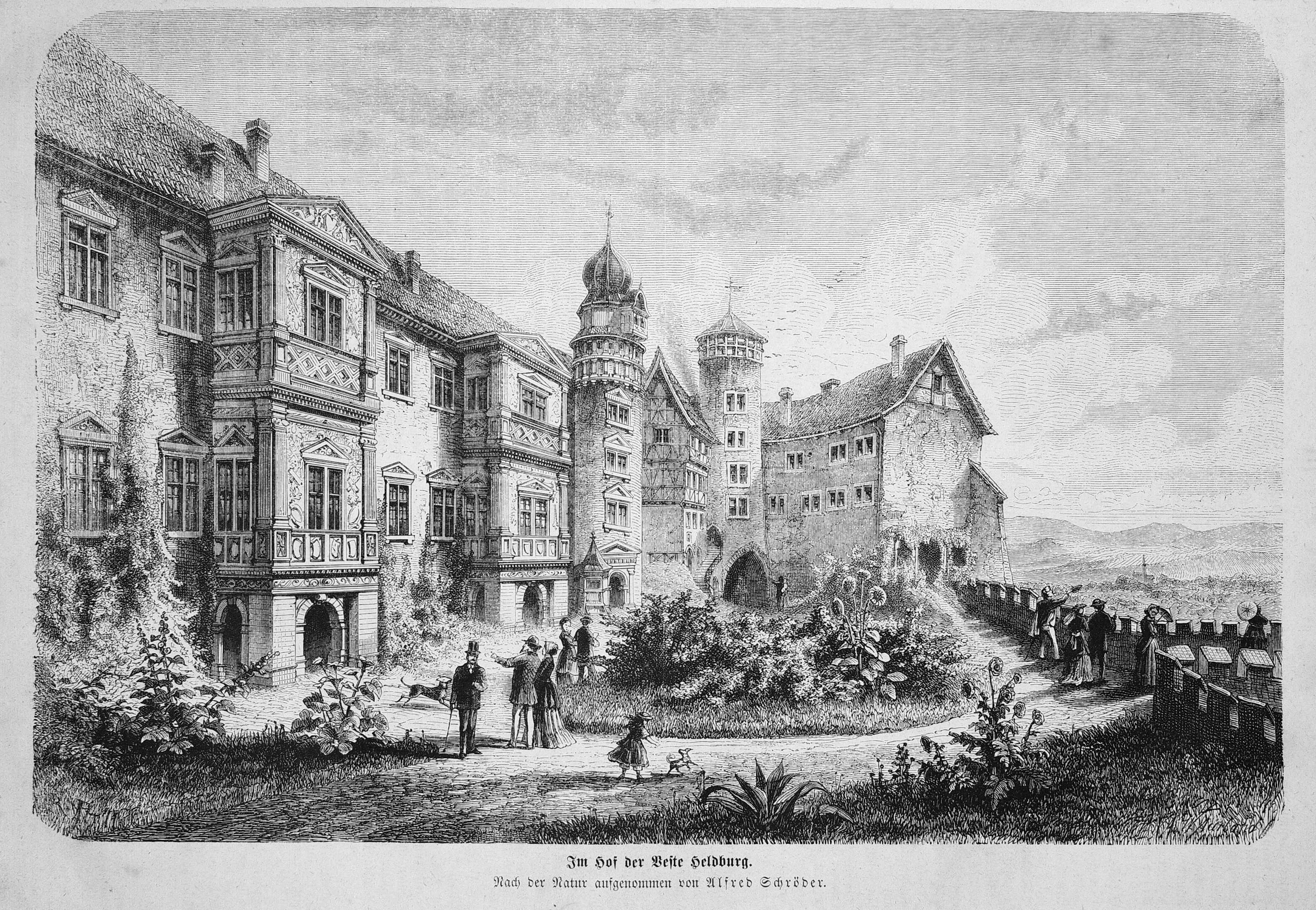
Комплекс Хельдбург на рисунке 1872 года

В 1826 году Хельдбург стал собственностью владельцев герцогства Саксен-Мейнинген. Герцог Георг II полностью отремонтировал комплекс в период с 1874 по 1898 год. А с мая 1877 года периодически проживал здесь вместе с супругой, баронессой Эллен Франц фон Хельдбург. В ходе работ замок тщательно отреставрировали, сохраняя исторические интерьеры и фасады. Кроме того, следуя моде на романтизм, по распоряжению герцога возвели высокие башни с купольными крышами, чтобы придать крепости узнаваемый силуэт средневекового замка.

### XX век

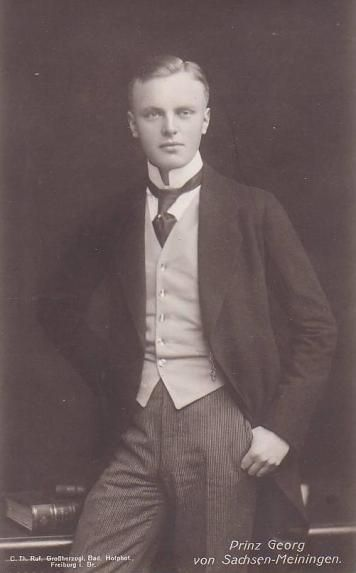
Герцог Георг III Саксен-Мейнингенский — последний частный владелец комплекса

С 1926 по 1945 годы последними частными владельцами Хельдбурга оказались титульный герцог Георг III Саксен-Мейнингенский и его супруга Клара Мария (1895—1992), урожденная графиня фон Корф. В семье было четверо детей. Сам Георг III, служивший в частях вермахта в звании майора, попал в советский плен и погиб в 1946 году в Череповце. Клара Мария успела бежать с детьми в Западную Германию. Так как замок Хельдбург оказался на территории советской оккупационной зоны, то вся собственность семьи в 1945 году была экспроприирована новыми коммунистическими властями без каких-либо компенсаций. Регина фон Саксен-Майнинген, младшая дочь Георга III, в 1951 году вышла замуж за Отто фон Габсбурга.
После Второй мировой войны Хельдбург оказался в приграничной зоне ГДР. С начала 1948 года до конца 1949 года в помещениях замка располагался окружной суд. В 1951 году здесь находилась советская комендатура. А затем до 1982 года в комплексе размещался детский дом.
7 апреля 1982 года в Хельдбурге произошёл крупный пожар. Больше всего пострадало здание бывшего дворца. Оказалась утрачена вся внутренняя отделка гостиных и большого танцевального зала. Из-за нехватки материалов и квалифицированных рабочих рук о полноценной реставрации не могло быть и речи. Более того, из-за протекающей крыши здание стало ещё больше приходить в упадок. Лишь в 1990 году в рамках тюрингско-баварского сотрудничества отремонтировали крыши и установили новые плиты межэтажных перекрытий.
25 октября 1994 года Хельдбург перешёл в собственность Фонда дворцов и садов Тюрингии. С этого времени начались ремонтные работы. В первую очередь восстановили наружные фасады и эркеры главного здания.

### XXI век
С 2008 года работы по реставрации были ускорены за счёт финансирования Европейского фонда регионального развития. До 2013 года фонд выделил восемь миллионов евро на реконструкцию с целью создания Немецкого музея крепостей и замков.
2 июня 2009 года в фундамент главного здания заложили символический камень с памятным письмом. В октябре 2010 года завершились ремонтные работы в Командирском корпусе, были отреставрированы Колонный зал и Старый двор. Через два года открыл свои двери для посетителей дворец. Частично удалось восстановить и обстановку (для этого провели реставрацию сохранившейся мебели).
8 сентября 2016 года в Хельдбурге торжественной открылся Немецкий музей крепостей и замков.

## Описание

### Дворцово-замковый комплекс
Остатки крепостных стен, которые возвели ещё в XIII веке, частично сохранились в основании некоторых зданий комплекса. Вход в замок возможен по подъёмному мосту через первую системы ворот. Через вторые ворота можно попасть во внутренний двор крепости. Раньше здесь был фонтан.
В бывшей цитадели находились Французский дом (главная герцогская резиденция) с богато украшенными эркерами и круглой лестничной башней, здание Хайденбау (главное административно-хозяйственное здание резиденции) и Командирский корпус с конюшнями. Кроме того здесь были две террасы и здание кухни.
Французский дом, чётко структурирован по осям окон, считается самой яркой частью комплекса с историко-художественной точки зрения. Его эркеры датируются 1560 годом. Само здание состоит из двух нижних и подвальных этажей, где размещались хозяйственные помещения, этаж с бывшей герцогской гостиной и верхний этаж, где были жилые помещения. В интерьере сохранились фрагменты стилей эпохи ренессанс и барокко. В настоящее время здесь стенды и экспонаты постоянной экспозиции музея.
Кроме того, в комплексе сохранились здание бывшей протестантской замковой часовни (построена в XVII веке), каретный двор и большие складские помещения.

### Склеп

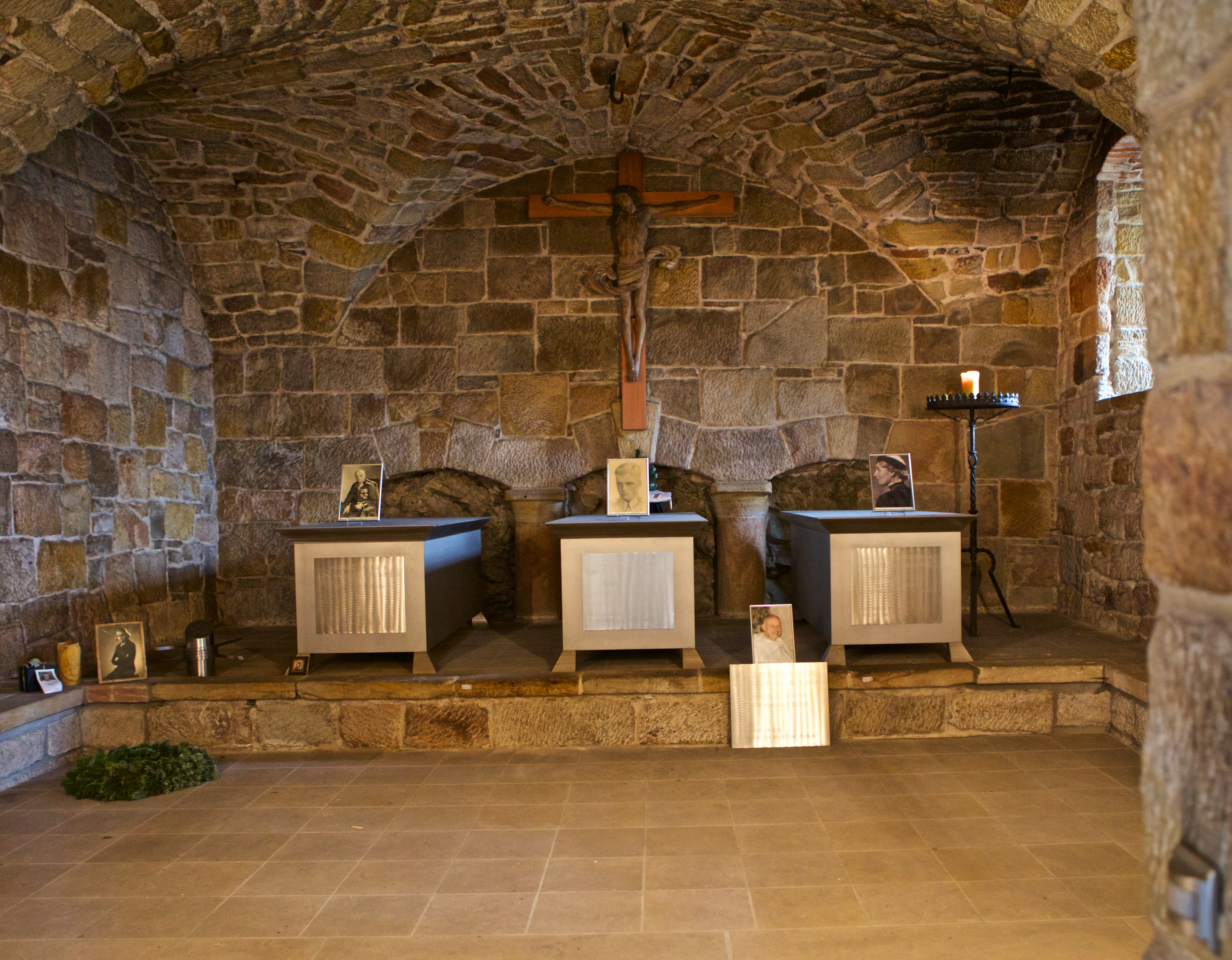
Семейная усыпальница рода Саксен-Майнинген

В 1940 году на фронте погиб Антон-Ульрих фон Саксен-Майнинген, один из сыновей Георга III. Молодого человека по инициативе Клары Марии похоронили в специально созданной семейном склепе. Его устроили в бывших помещениях для офицеров гарнизона справа от главных ворот. В 1951 году саркофаг вынесли из замка, а прах Антона-Ульриха похоронили на кладбище Хельдбурга. Мать Антона-Ульриха, Клара Мария фон Саксен-Майнинген, была похоронена в той же могиле в 1992 году.
По желанию родственников герцогской семьи склеп восстановили к 2006 году. Перезахоронение усопших произошло 22 февраля 2006 года. Создан саркофаг и для погибшего в 1946 году в советский плену герцог Георга III. Но вопрос с переносом его праха из Череповца пока не решён. 10 февраля 2010 года сюда же доставили урну с прахом Регины фон Габсбург. Правда, по договорённости между родней, гроб Регины 16 июля 2011 года перевезли в семейную усыпальницу Габсбургов в Вене. Но урна с её сердцем осталась на Хельдбурге.

## Галерея

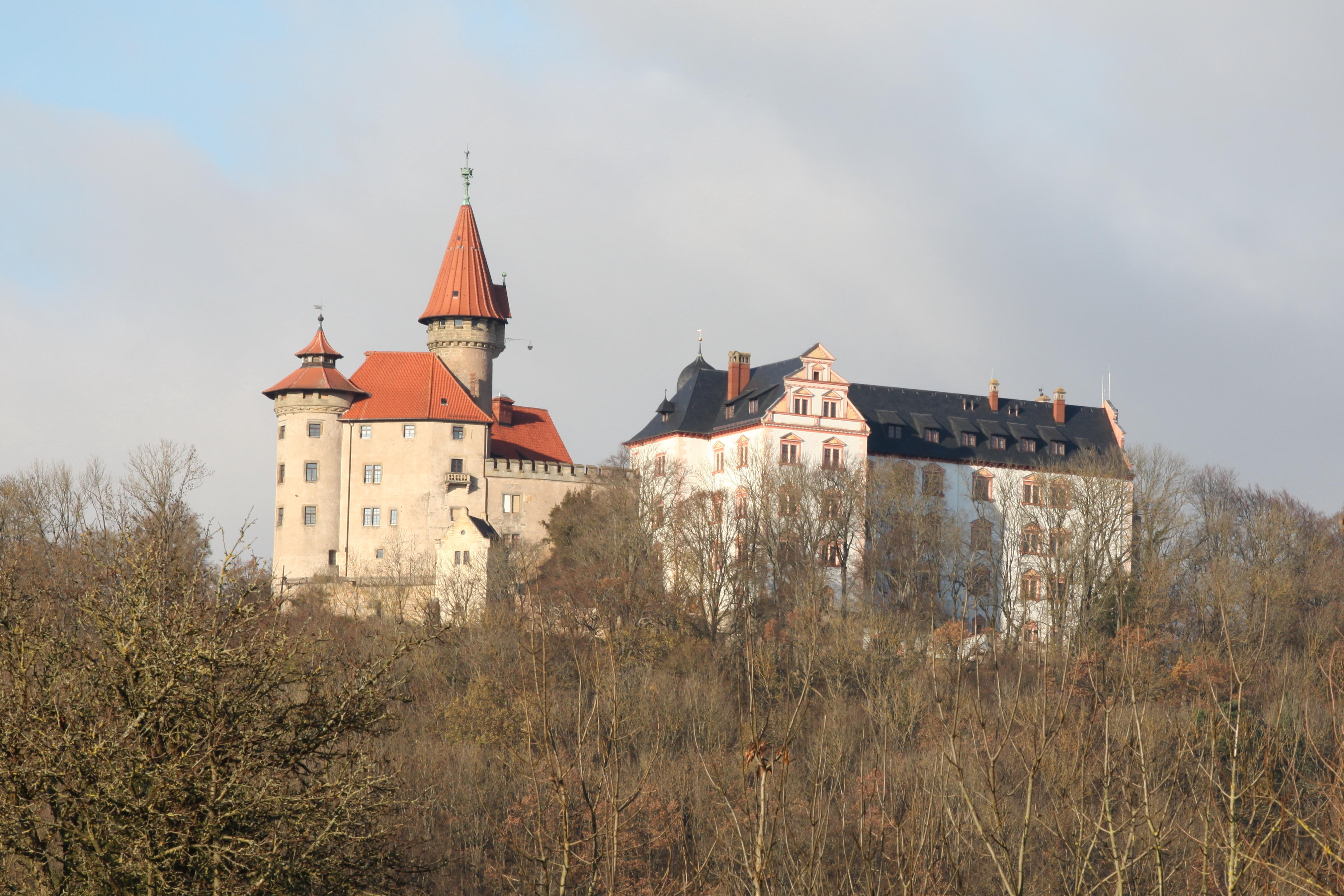
Вид на замок с южной стороны
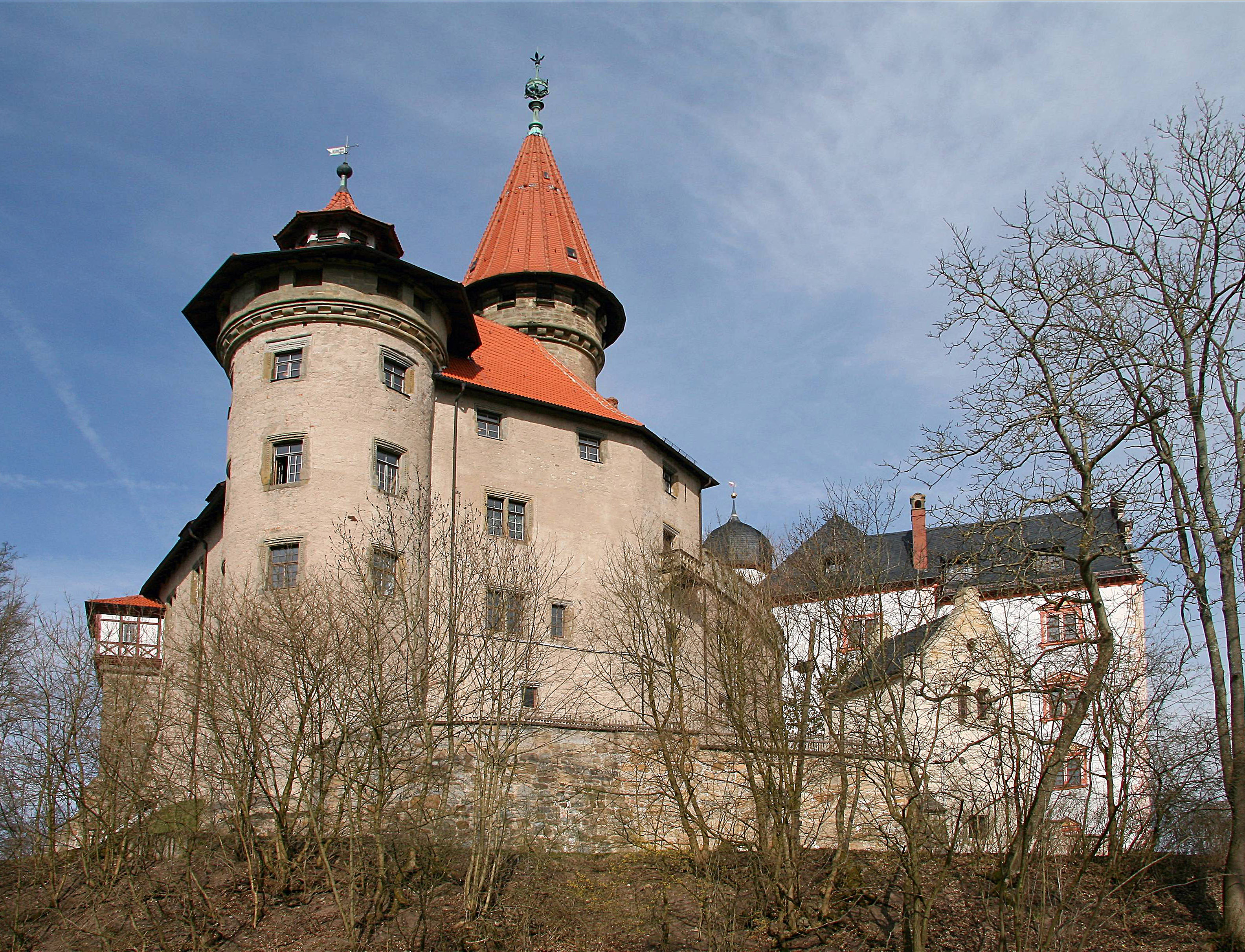
Башня ведьм
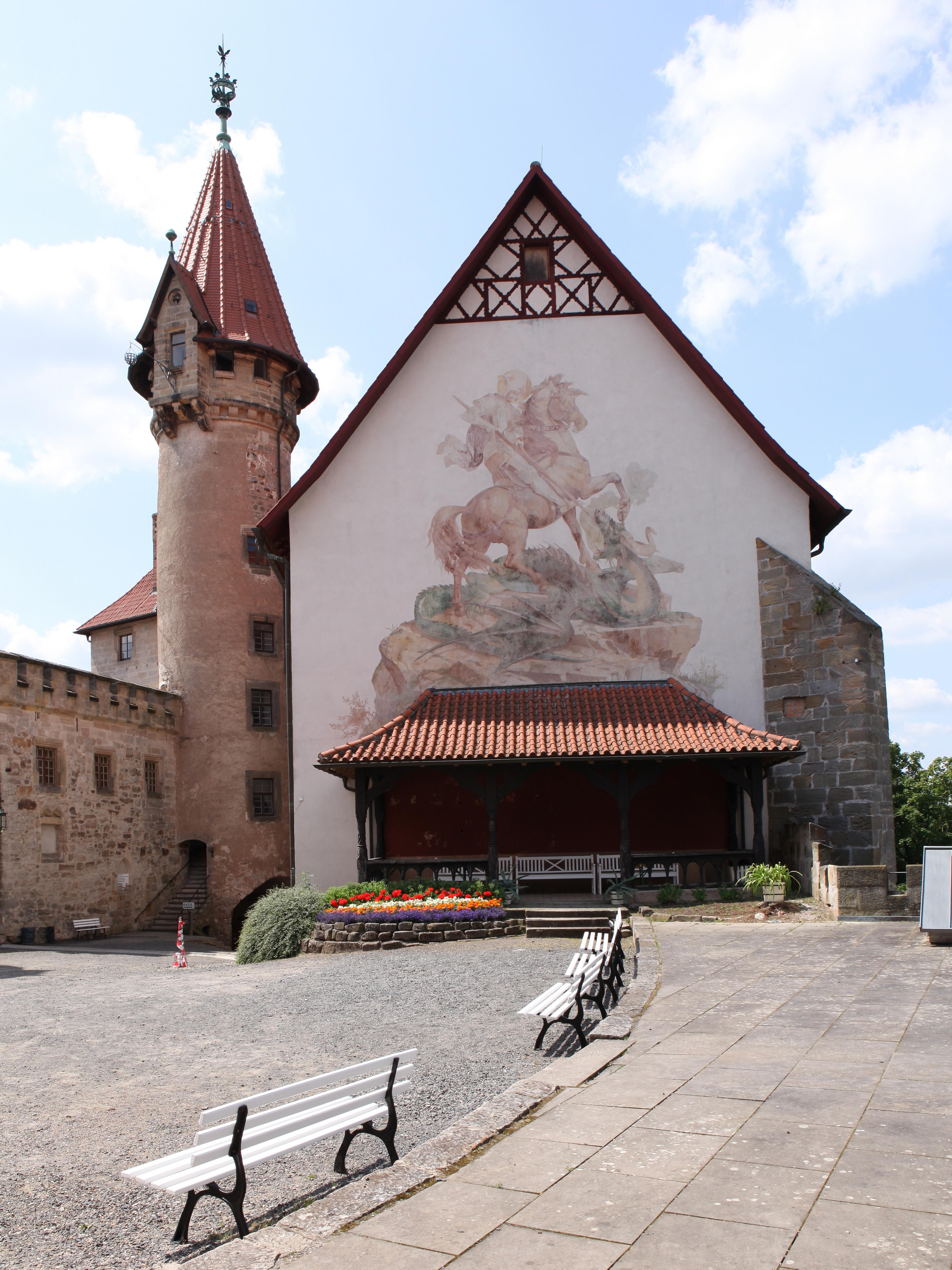
Комендантский дом
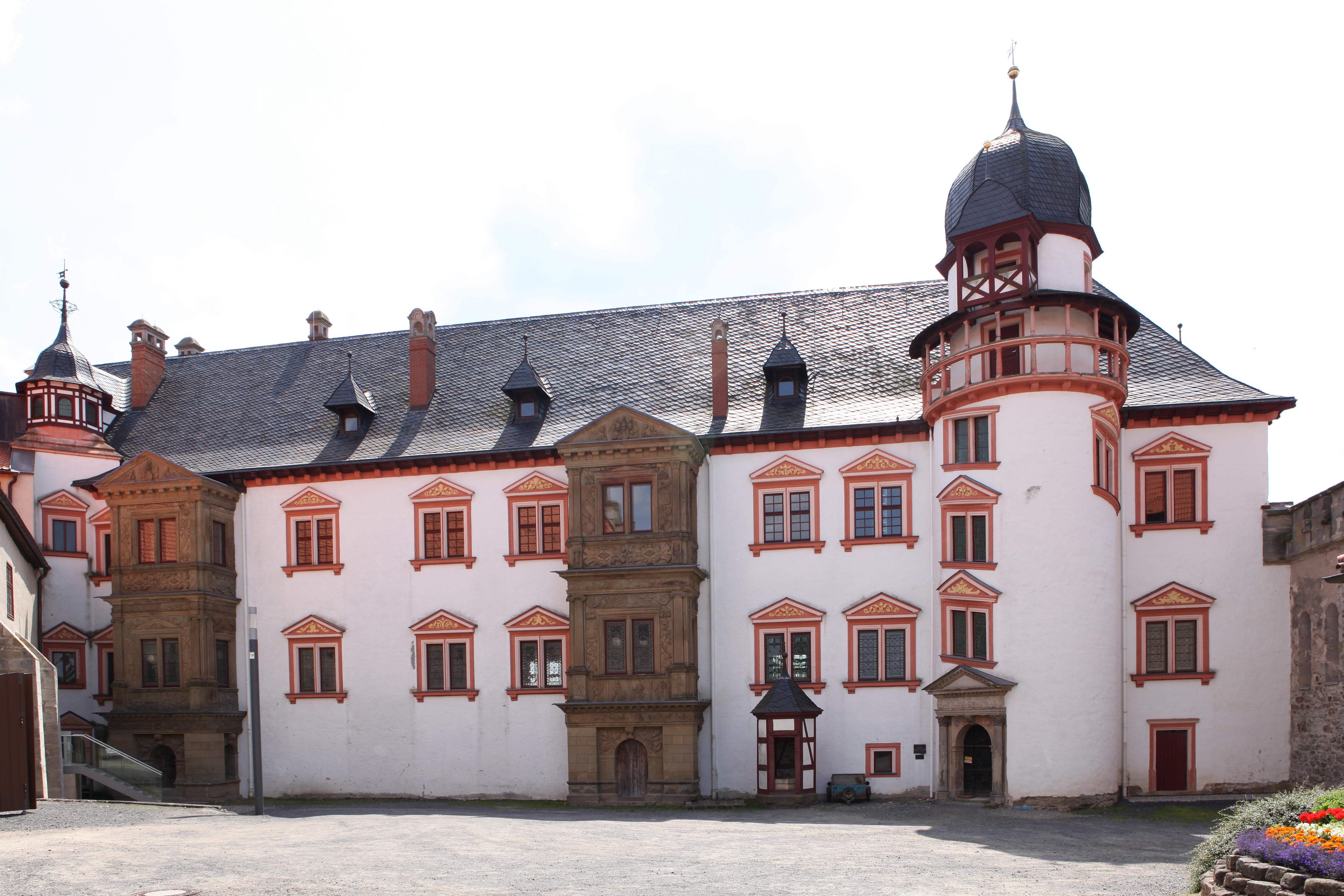
Французский дом
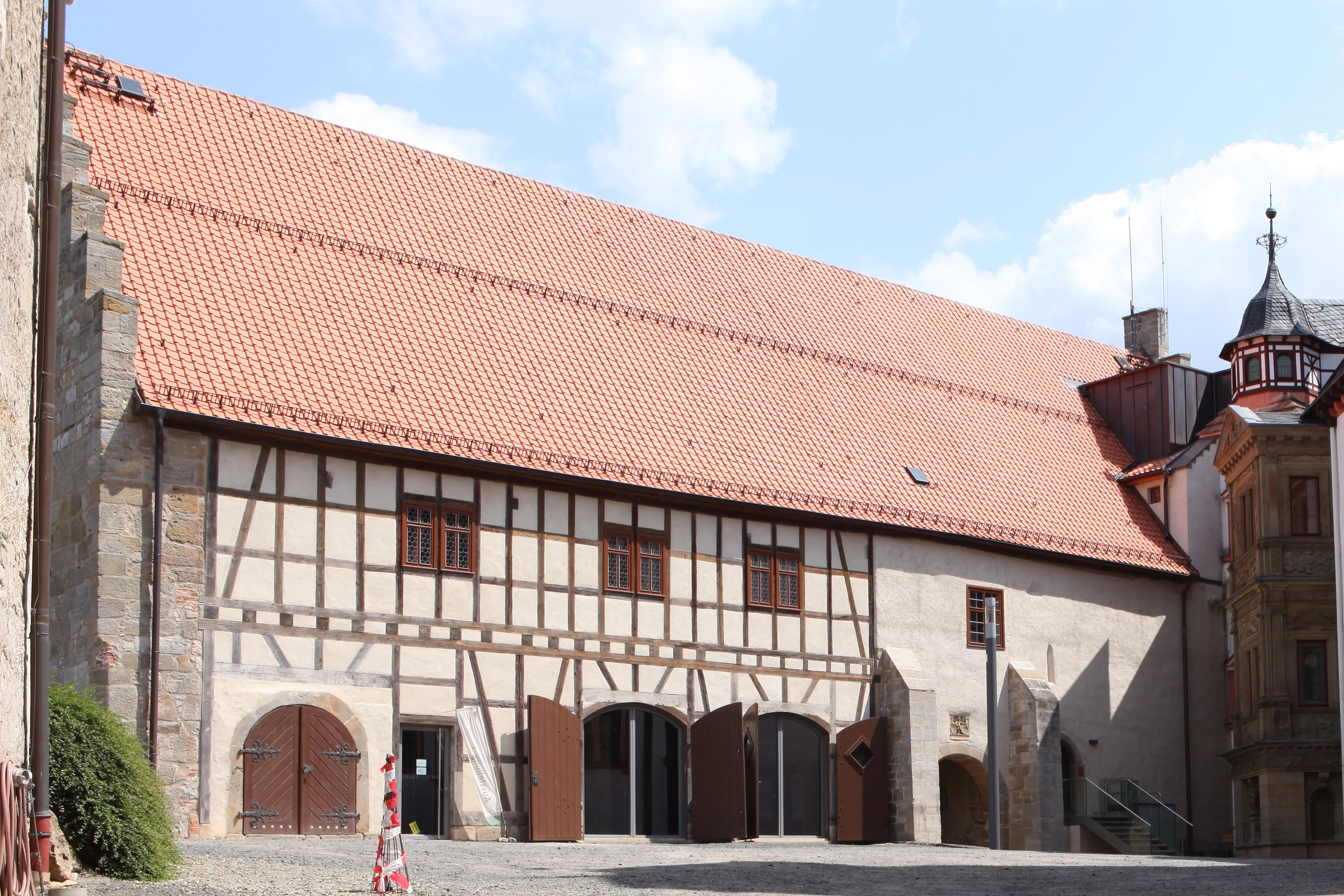
Хайденбау